# 1928 في روسيا
فيما يلي قوائم الأحداث التي وقعت خلال عام 1928 في روسيا.

## ظهور
- 1 يناير – فرقة ألكسندروف العسكرية فرقة الموسيقى العسكرية الرسمية في القوات المسلحة الروسية.

## مواليد

### يناير
- 18 يناير – ألكسندر جوميلسكي

### فبراير
- 1 فبراير – فلاديمير سوكولوف
- 23 فبراير – فاسيلي لازاريف

### أبريل
- 14 أبريل – ألكساندر إيفانوف لاعب كرة قدم روسي.
- 25 أبريل – يوري ياكوفليف

### يونيو
- 25 يونيو – أليكسيي أليكسييفتش أبريكوسوف

### يوليو
- 13 يوليو – فالنتين موراتوف
- 14 يوليو – بوريس كوزنيتسوف لاعب كرة قدم روسي.

### نوفمبر
- 20 نوفمبر – أليكسي باتالوف ممثل روسي.

### ديسمبر
- 31 ديسمبر – تاتيانا شميغا
- 31 ديسمبر – فيو ميري كاتب فنلندي.

## وفيات

### أغسطس
- 30 أغسطس – فلهلم فيين (مواليد 1864) فيزيائي ألماني.